# Ravenstein (Badenia-Wirtembergia)
Ravenstein  – miasto w Niemczech, w kraju związkowym Badenia-Wirtembergia, w rejencji Karlsruhe, w regionie Rhein-Neckar, w powiecie Neckar-Odenwald, wchodzi w skład związku gmin Osterburken. Leży w Baulandzie, nad rzeką Kessach, ok. 30 km na północny wschód od Mosbach, przy autostradzie A6.